# Устя (Конаковський район)
Устя (рос. Устье) — присілок в Конаковському районі Тверської області Російської Федерації.
Населення становить 18 осіб. Входить до складу муніципального утворення Первомайське сільське поселення.

## Історія
Від 2005 року входить до складу муніципального утворення Первомайське сільське поселення.

## Населення
| 1859 | 1887 | 2002 | 2010 |
| ---- | ---- | ---- | ---- |
| 292  | ↘267 | ↘17  | ↗18  |